# توتر مؤلم
التوتر المؤلم أو الإجهاد المؤلم هو مصطلح شائع للقلق التفاعلي والاكتئاب، على الرغم من أنه ليس مصطلحًا طبيًا ولا يتم تضمينه في **دليل التشخيص والإحصاء للاضطرابات النفسية** (DSM).
تشمل تجربة الإجهاد المؤلم أنواعًا فرعية من القلق والاكتئاب واضطرابات السلوك، بالإضافة إلى مزيج من هذه الأعراض. قد ينتج هذا عن أحداث أقل تهديدًا وإزعاجًا من تلك التي تؤدي إلى اضطراب ما بعد الصدمة. تصف الطبعة الخامسة من DSM في قسم بعنوان "الاضطرابات المرتبطة بالصدمة والإجهاد" اضطراب الارتباط الاجتماعي غير المثبط، واضطراب الارتباط التفاعلي، واضطراب الإجهاد الحاد، واضطراب التكيف، واضطراب ما بعد الصدمة.

## الأعراض
يمكن أن تكون أعراض الإجهاد المؤلم جسدية وعاطفية. تشمل الأعراض الجسدية الارتعاش، والاهتزاز، وتسارع ضربات القلب، والتنفس السريع، والشعور بالاختناق، وتقلصات المعدة/الغثيان، والدوخة/الإغماء، والتعرق البارد. تشمل الأعراض العاطفية الأفكار المتسارعة والمشاعر المفرطة بالصدمة، وعدم التصديق، والخوف، والحزن، والعجز، والشعور بالذنب، والغضب، والخجل، والقلق. علاوة على ذلك، يعود العديد من الأشخاص إلى آليات تأقلم معينة. في الأطفال، قد يشمل ذلك فقدان القدرة على الاعتناء بأنفسهم (عدم القدرة على تناول الطعام بمفردهم أو التدرب على استخدام المرحاض). في البالغين، قد يكون هناك زيادة في السلوك الاندفاع والاعتماد على الآخرين (مما يؤدي إلى عدم قدرتهم على اتخاذ "قرارات مدروسة ومستقلة").

## الأنواع

### اضطراب التفاعل الاجتماعي المفرط
اضطراب التفاعل الاجتماعي المفرط هو اضطراب مرتبط بالضغط النفسي الناجم عن الإهمال خلال مرحلة الطفولة. وفقًا لعمل إريكسون في مراحل التطور النفسي الاجتماعي، فإن الأزمة النفسية الاجتماعية الخاصة بالثقة مقابل عدم الثقة خلال مرحلة الطفولة تجعل الإهمال في تلك الفترة يؤثر بشكل دائم، حيث أن الطفل المهمل لا يتعلم أن يثق في والديه. يمكن أن تؤدي مشاعر عدم الثقة والقلق في النهاية إلى الضغط النفسي الصادم، خاصة من خلال اضطراب التفاعل الاجتماعي المفرط، من بين آخرين. استمرارية الأعراض ضرورية لتشخيص اضطراب التفاعل الاجتماعي المفرط: يجب أن تكون الأعراض المحددة موجودة لمدة لا تقل عن اثني عشر شهرًا.

### اضطراب التعلق التفاعلي
اضطراب التعلق التفاعلي هو اضطراب نفسي ناتج عن عدم تهدئة الوالدين لطفل غاضب. تؤدي تكرار هذا السلوك إلى الحزن، التهيج، والخوف، مما يمكن أن يؤدي إلى الاضطراب. تُعتبر مجموعة الأعراض المتعلقة بالسلوكيات العشوائية بمثابة اضطراب التفاعل الاجتماعي المفرط بدلاً من اضطراب التعلق التفاعلي؛ يجب أن تكون الأعراض في اضطراب التعلق التفاعلي مثبطة. يرتبط كل من اضطراب التفاعل الاجتماعي المفرط واضطراب التعلق التفاعلي بالرعاية المسببة للضرر الشديد.

### اضطراب الإجهاد الحاد
اضطراب آخر في هذه الفئة هو اضطراب الإجهاد الحاد، والذي يتم إدراجه في DSM-5 تحت الرمز 308.3، وICD-10، F43.0. وفقًا لـ DSM-5 "يحدث اضطراب الإجهاد الحاد نتيجة الصدمة (الإجهاد الصادم) ويستمر لمدة لا تقل عن 3 أيام."

### اضطراب التكيف
اضطراب آخر في هذه الفئة هو اضطراب التكيف DSM-5 الرمز 309، وICD-10، F43-2. "اضطراب التكيف هو رد فعل موجه تجاه إجهاد نفسي اجتماعي أو تغيير في الحياة يُميز بالانشغال بالمسبب و عدم القدرة على التكيف."

### اضطراب ما بعد الصدمة
آخر اضطراب مدرج في DSM-5 هو اضطراب ما بعد الصدمة. "اضطراب ما بعد الصدمة (PTSD) هو اضطراب نفسي يمكن أن يحدث للأشخاص الذين تعرضوا أو شهدوا حدثًا صادمًا مثل الكوارث الطبيعية، الحوادث الخطيرة، الأعمال الإرهابية، الحروب/المعارك، الاغتصاب أو الهجوم الشخصي العنيف." يتم التعبير عن اضطراب ما بعد الصدمة من خلال تجليات سلوكية تشبه أعراض PTSD. تشمل معايير التشخيص لـ PTSD إعادة العيش في التجربة الصادمة، تجنب المحفزات، والاستثارة المستمرة. يمكن أن يؤثر اضطراب ما بعد الصدمة على الأشخاص من جميع الأعمار، بما في ذلك الأطفال الذين تتراوح أعمارهم بين سنتين.

## قراءة إضافية
- تشيكاريلي ساوندرا، وايت ج. نولاند (أغسطس 2013). علم النفس: استكشاف مع تحديث DSM-5. بيرسون. ISBN:978-0-205-97960-8. مؤرشف من الأصل في 2023-05-18. {{استشهاد بكتاب}}: Vancouver style error: حرف غير لاتيني in name 1 (مساعدة)
- "التصنيف الدولي للأمراض" (ط. إصدار ICD-11). منظمة الصحة العالمية. 2014. اطلع عليه بتاريخ 2014-11-16.